# المشكلة السينوبتية

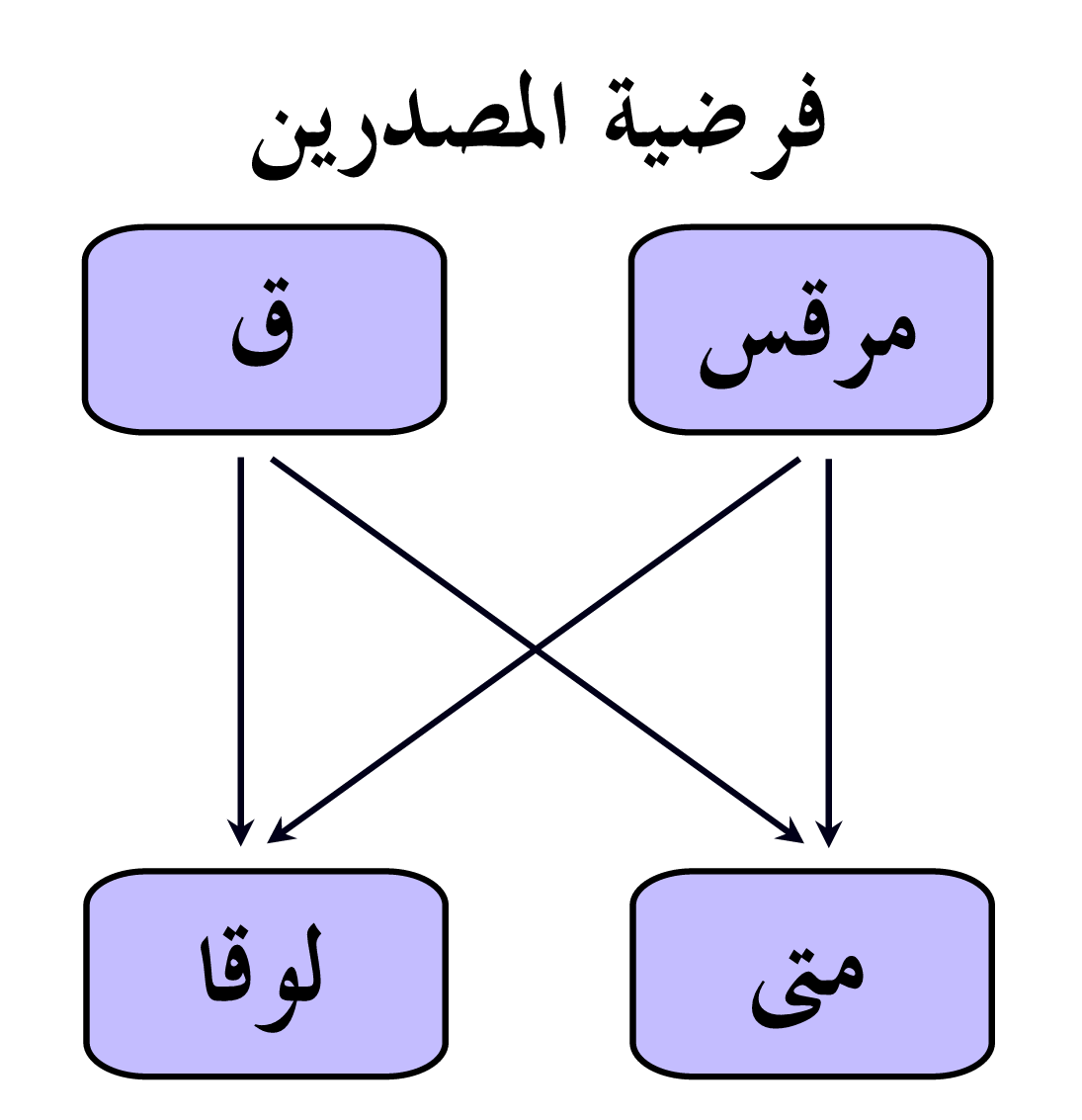
تقترح فرضية المصدرين أن إنجيل مرقس كتب أولا مع وجود مصدر ثان معاصر يسميه العلماء وثيقة ق. كتب كل من إنجيل متى وإنجيل لوقا بشكل مستقل واستعملا مرقس ووثيقة ق كمصادر.

تشير المشكلة السينوبتية للعلاقات الأدبية بين الأناجيل القانونية الثلاثة الأولى (إنجيل مرقس ومتى ولوقا) المعروفة بالأناجيل السينوبتية. فالتشابه في اختيار الكلمات وترتيب الأحداث يدل على علاقة بينها.
تهتم المشكلة السينوبتية بسبب هذه العلاقة وطبيعتها. فأي حل يجب أن يشرح التشابهات والاختلافات في المحتوى والترتيب والكلمات. ومن الحلول المخمنة الممكنة علاقة مباشرة (كان لدى إنجيلي أحد الأناجيل الأخرى) أو علاقة غير مباشرة (وصول إنجيليين إلى مصدر مشترك). وقد تكون المصادر شفهية أو مكتوبة، ووحيدة أو متعددة.
هذا التوازي القوي بين الأناجيل الثلاثة في المحتوى والترتيب واللغة الخاصة يُعزى على نطاق واسع إلى الترابط الأدبي. كانت مسألة الطبيعة الدقيقة لعلاقتهم الأدبية - المشكلة الشاملة - موضوعًا للنقاش الحي لعدة قرون ووُصفت بأنها «اللغز الأدبي الأكثر روعة في كل العصور». تفضل وجهة نظر الأغلبية الطويلة الأمد أولوية ماركان، حيث استخدم كل من متى ولوقا بشكل مباشر إنجيل مرقس كمصدر، وتؤكد أيضًا أن متى ولوقا استمدوا أيضًا من وثيقة افتراضية إضافية ، تسمى وثيقة ق.